# Fédération Internationale des Chasseurs de Sons
De  Fédération Internationale des Chasseurs de Sons (FICS) is de overkoepelende organisatie van de nationale verenigingen van geluid- en beeldamateurs.

## Historie
De FICS werd op 21 oktober 1956 te Parijs opgericht tijdens een congres van vertegenwoordigers van landelijke verenigingen. Nederland werd vertegenwoordigd door de toen één maand oude Nederlandse Vereniging van Geluidsjagers.
Initiatiefnemers waren Jean Thévenot van Radio France en  René Monat en Freddy Weber van de Zwitserse omroep. 

## Doelstellingen
- Wereldwijde promotie voor het opnemen op magnetische geluidsdragers
- Het aanmoedigen van internationale contacten tussen geluidsamateurs en ondersteuning bij het oprichten van clubs en verenigingen.
- Belangenbehartiging van geluidsamateurs bij omroeporganisaties en de opnameindustrie
- Het organiseren en ondersteunen van internationale wedstrijden, zoals het Concours Internationale du Meilleur Enregistrement Sonore (CIMES) en andere evenementen.